# انگشتر جادو
انگشتر جادو نام فیلمی ایرانی است به کارگردانی مهدی بشارتیان که محصول سال ۱۳۳۷ می‌باشد.